# Società Sportiva Ternana 1963-1964
Questa pagina raccoglie le informazioni riguardanti la Società Sportiva Ternana nelle competizioni ufficiali della stagione 1963-1964.